# Велика Річка (притока Случі)
Велика Річка — річка  в Україні, у Березнівському  районі Рівненської області. Права притока Случі (басейн Дніпра).

## Опис
Довжина річки 24 км., похил річки — 1,2 м/км. Формується з багатьох безіменних струмків та водойм. Площа басейну 137 км².

## Розташування
Бере початок на півночі від Балашівки. Тече переважно на північний захід через Михалин, Вітковичі і впадає у річку Случ, праву притоку Горині. 
Річку перетинає автомобільна дорога Т 1811.